# George Büchi
George Hermann Büchi (nacido el 1 de agosto de 1921; fallecido el 28 de agosto de 1998), fue un químico orgánico suizo y catedrático del Instituto de Tecnología de Massachusetts. La "reacción de Paternò", conocida desde principios del siglo XX, pasó a nombrarse la "reacción de Paternò-Büchi" a partir de las mejoras realizadas por el grupo de investigación de Büchi.
Falleció a la edad de 77 años de una insuficiencia cardíaca mientras caminaba con su esposa en Suiza.